# Giroussens
Giroussens (okzitanisch: Girocens) ist eine südfranzösische Gemeinde mit 1.543 Einwohnern (Stand: 1. Januar 2022) im Département Tarn in der Region Okzitanien. Sie gehört zum Arrondissement Castres und zum Kanton Les Portes du Tarn. Die Einwohner werden Giroussinais und Giroussinaises genannt.

## Geografie

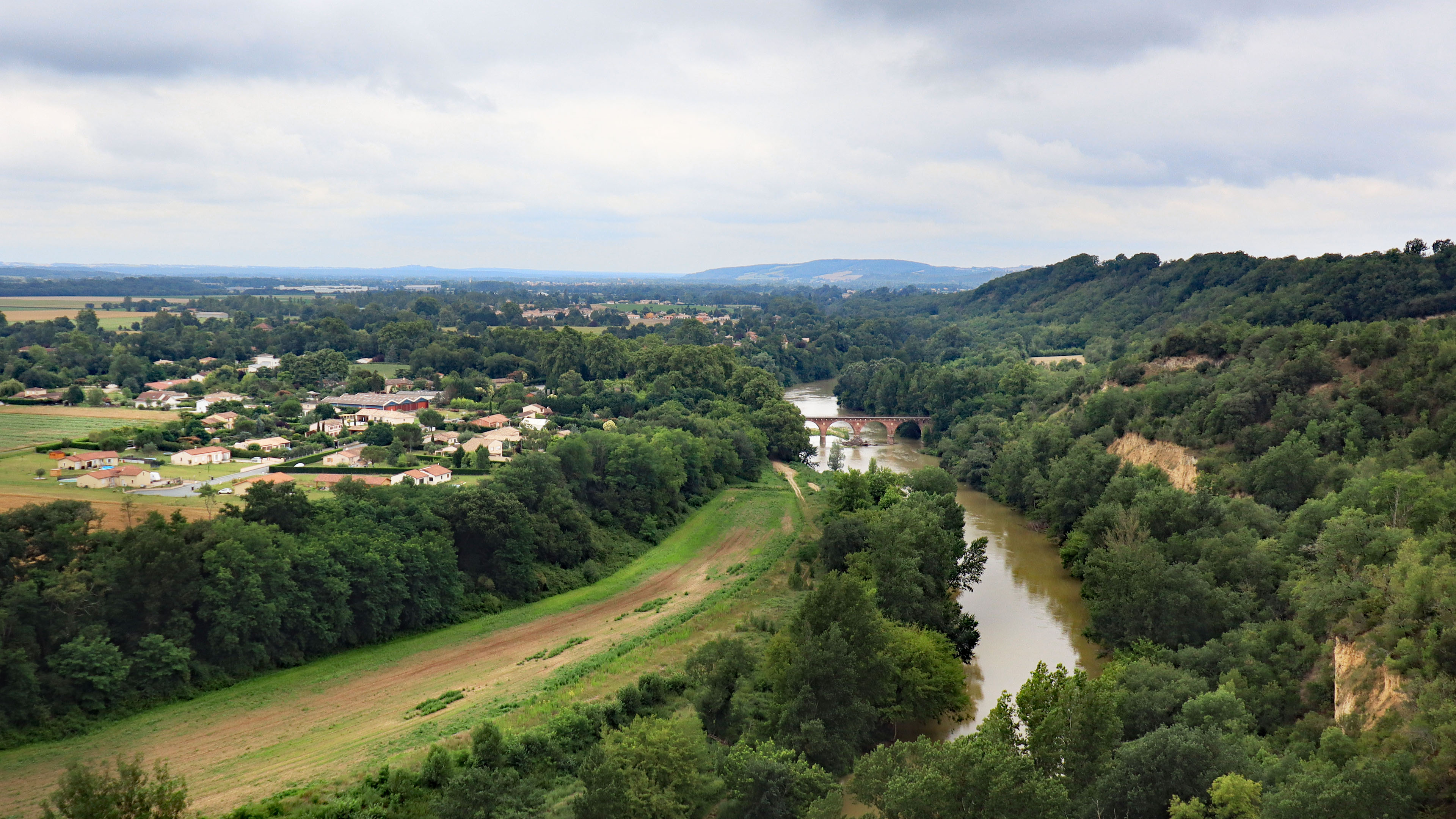
Blick auf das Tal des Agout

Giroussens liegt in der Région naturelle Gaillacois auf der orografischen rechten, d. h. östlichen, Flussseite des Agout, der auch die westliche Gemeindegrenze bildet. Außerdem wird das Gemeindegebiet durch den Dadou, den Rieu Vergnet, den Ruisseau de Sézy, den Bach Ginibré, den Bach Boutié, den Bach Tort und verschiedene andere kleine Wasserläufe entwässert.
Die Gemeinde liegt etwa 33 Kilometer nordöstlich von Toulouse und etwa 35 Kilometer südwestlich von Albi. Giroussens wird umgeben von den Nachbargemeinden Coufouleux im Norden und Nordwesten, Parisot im Osten und Nordosten, Saint-Gauzens im Osten und Südosten, Ambres im Süden und Südosten, Saint-Jean-de-Rives im Süden sowie Saint-Lieux-lès-Lavaur im Westen und Südwesten.

## Bevölkerungsentwicklung
| Jahr                       | 1962 | 1968 | 1975 | 1982 | 1990 | 1999 | 2006 | 2013 | 2020 |
| Einwohner                  | 1031 | 1054 | 1066 | 1058 | 1051 | 1040 | 1264 | 1450 | 1504 |
| Quellen: Cassini und INSEE |      |      |      |      |      |      |      |      |      |

## Sehenswürdigkeiten
- Die Pfarrkirche Saint-Salvy datiert aus dem 14. Jahrhundert und ist seit 1970 als Monument historique eingeschrieben. Sie birgt zahlreiche Ausstattungsgegenstände, die in der Base Palissy gelistet sind.
- Kirche Saint-Cyriaque
- Burg Pech Mascou aus dem 13. Jahrhundert
- Schloss Belbèze, 1640 erbaut
- Botanischer Garten Les Martels aus dem 20. Jahrhundert

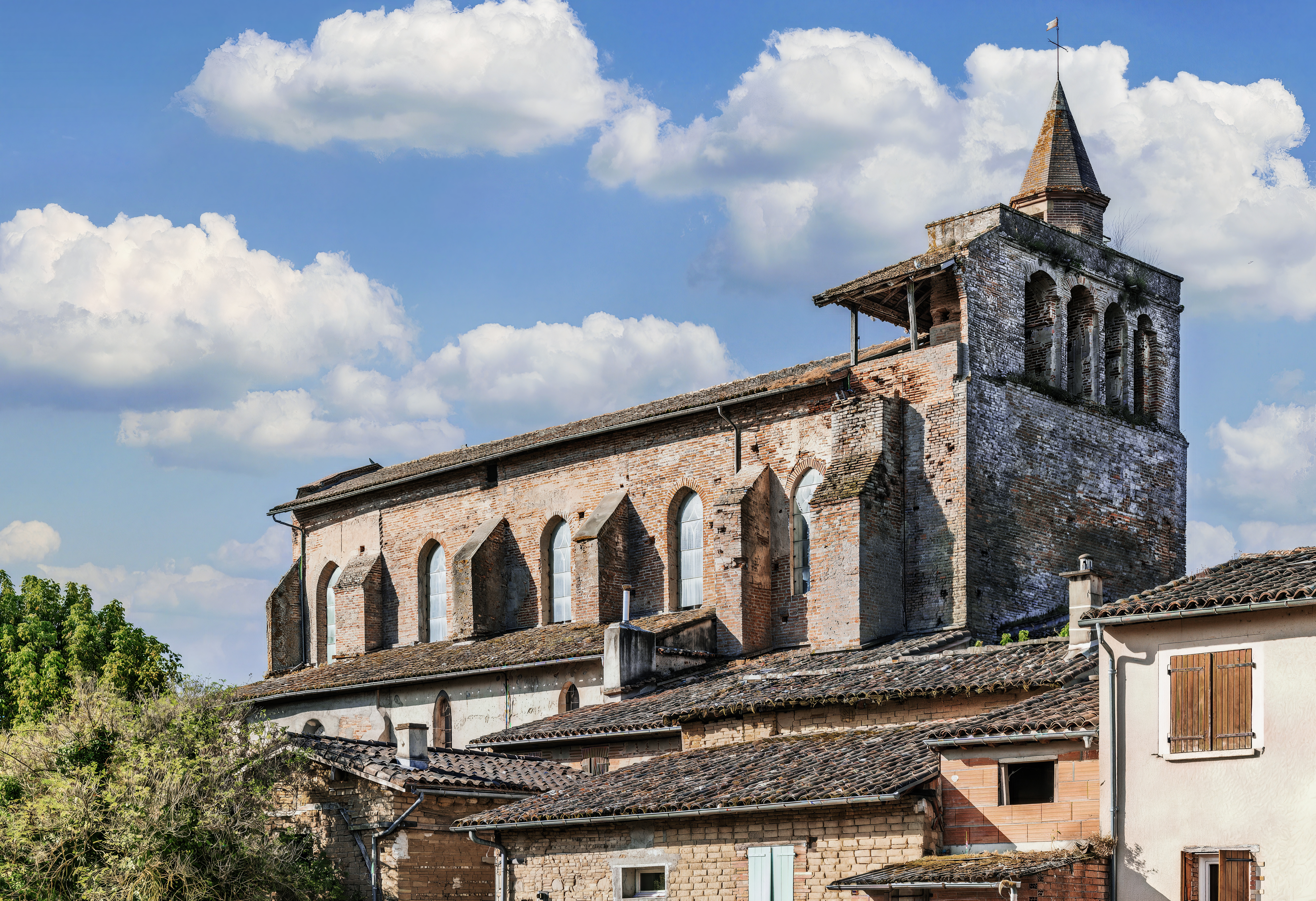
Pfarrkirche Saint-Salvy
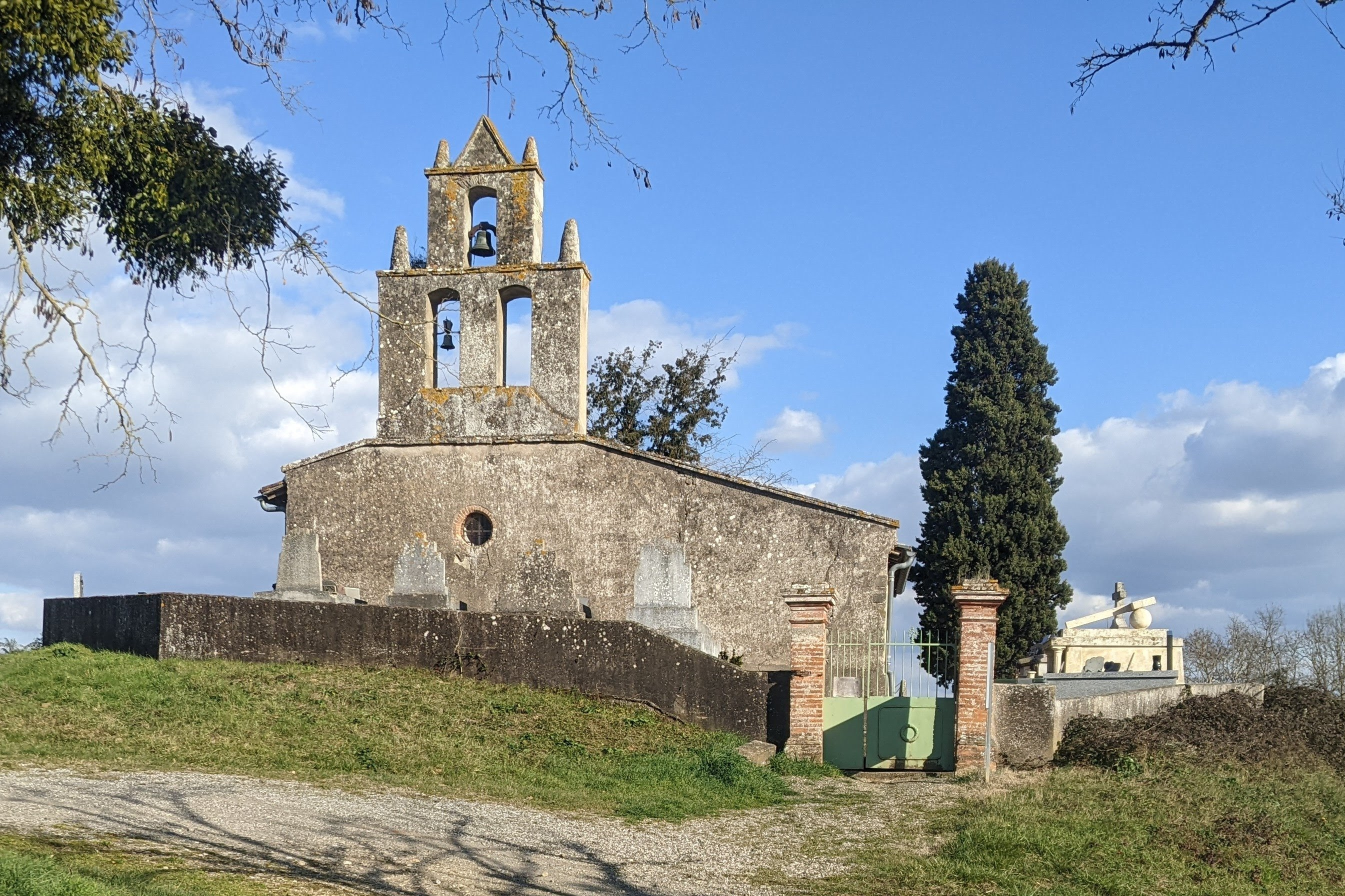
Kirche Saint-Cyriaque
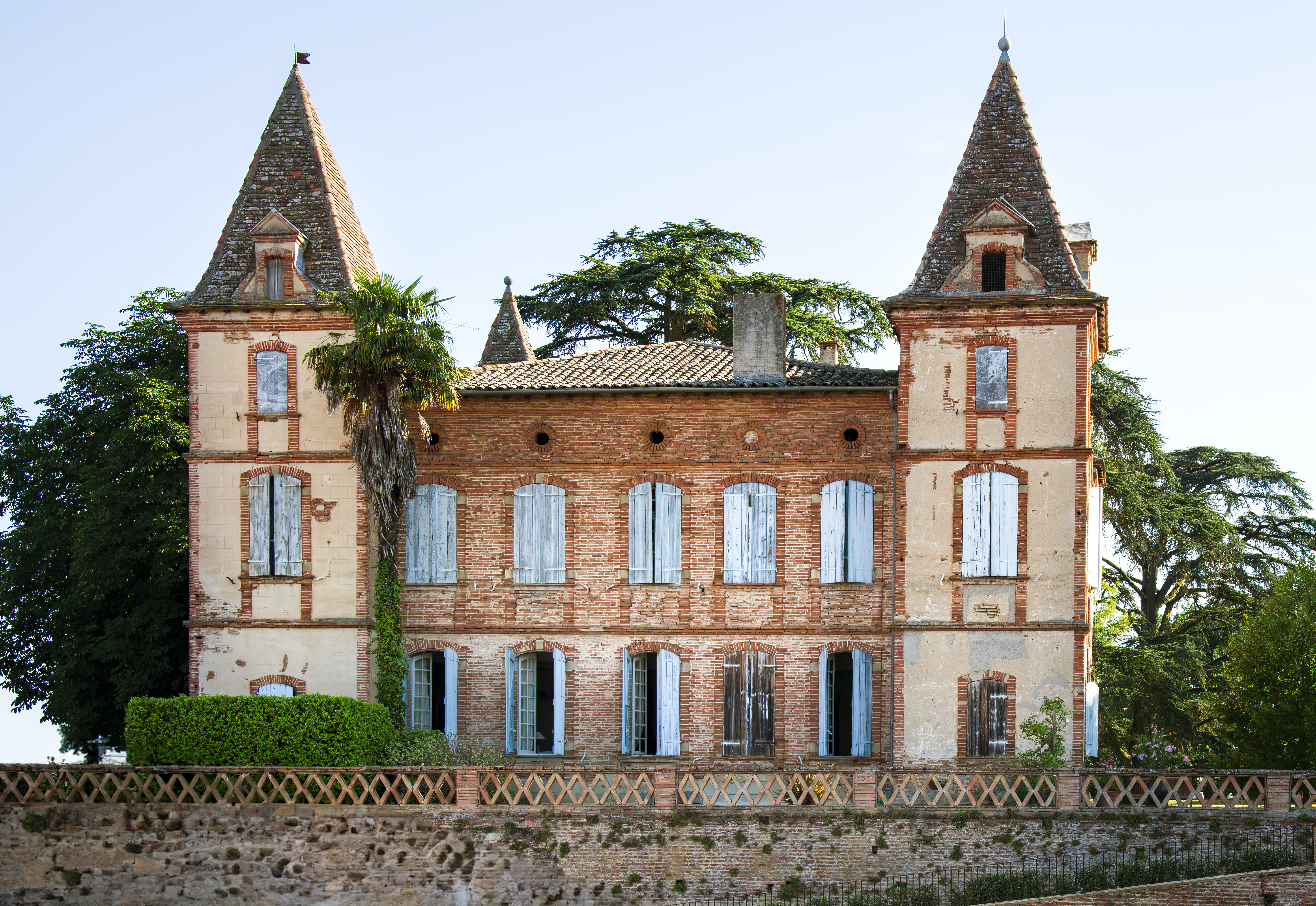
Schloss Belbèze